# Jörg-Philipp Thomsa

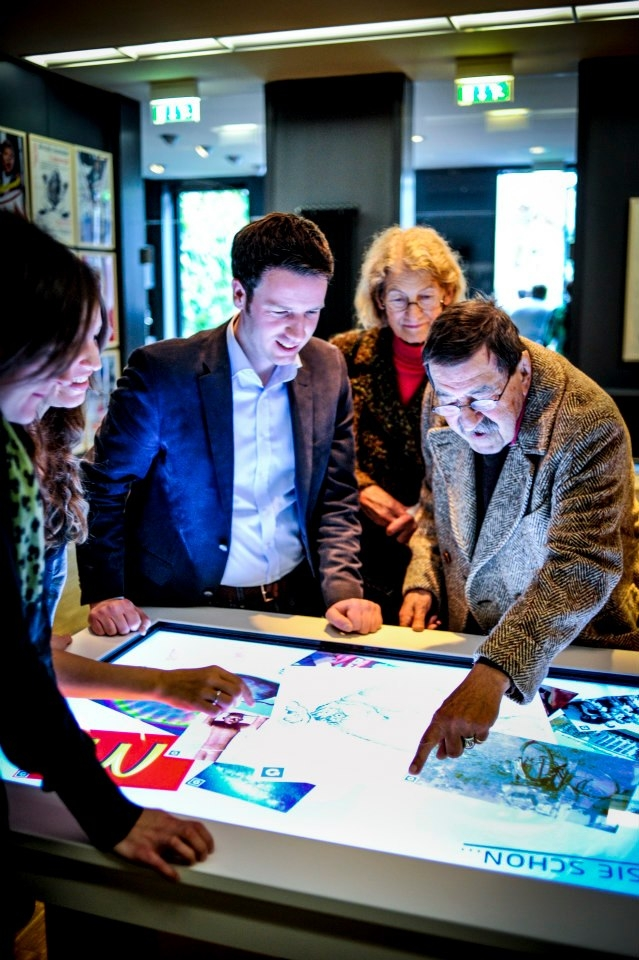
Jörg-Philipp Thomsa (links) mit Günter Grass und dessen Frau Ute (2014)

Jörg-Philipp Thomsa (* 1979 in Moers) ist ein deutscher Germanist und Historiker. Er leitet das Günter-Grass-Haus in Lübeck. 

## Leben und Beruf
Thomsa studierte Germanistik und Geschichte an der Universität Duisburg-Essen. 2006 absolvierte er ein Praktikum am Buddenbrookhaus in Lübeck. Obwohl er ein Promotionsstipendium bekommen hatte, entschied er sich, das Angebot für ein zweijähriges Wissenschaftliches Volontariat am Günter-Grass-Haus anzunehmen. Während des Volontariats 2007 bis 2008 kuratierte er seine erste Ausstellung über Günter Grass und Willy Brandt, die Siegfried Lenz 2008 miteröffnete.
2009 übernahm er als 29-Jähriger die Leitung des Günter-Grass-Hauses. Über die Zusammenarbeit mit dem Literaturnobelpreisträger Grass sagte er 2018, als es um die Grass/Brandt-Ausstellung gegangen sei, habe er Grass in der Frage der Wiedervereinigung heftig widersprochen. Grass, der vor einer „Ruck-Zuck-Einheit“ gewarnt hatte, habe das geschätzt: „Er mochte nicht, wenn man ihm nach dem Mund redete.“
2017 wurde Thomsa am Historischen Institut der Fakultät der Geisteswissenschaften der Universität Duisburg-Essen promoviert. Seine Dissertation Kommunale Kulturpolitik in einer Industrie- und Arbeiterstadt: Duisburg 1945 bis 2005 veröffentlichte er 2019 bei Klartext in Essen. Neben Publikationen des Günter-Grass-Hauses gibt er zusammen mit Per Øhrgaard und Volker Neuhaus im Ch. Links Verlag die Veröffentlichungen der Günter und Ute Grass Stiftung heraus. Thomsa gehört dem Beirat der Stiftung an.
Er lebt mit seiner Familie in Lübeck.

## Herausgeberschaften (Auswahl)
- Ein Buch schreibt Geschichte – 50 Jahre „Die Blechtrommel“. Günter Grass-Haus. Lübeck 2009. ISBN 978-3-937900-08-7
- Von Danzig nach Lübeck. Günter Grass und Polen/Z Gdańska do Lubeki. Günter Grass i Polska (mit Viktoria Krason). Günter Grass-Haus. Lübeck 2010 ISBN 978-3-942310-01-7
- Idyllenjäger. Gottfried Keller als Maler (mit Andrea Fromm). Günter Grass-Haus. Lübeck 2012
- „Unruhe im Olymp“. Gedichte, Zeichnungen und Skulpturen von Markus Lüpertz (mit Tatjana Dübbel). Die Lübecker Museen. Lübeck 2013 ISBN 978-3-942310-08-6
- Zwei lange Nächte für Günter Grass.  Freunde und Weggefährten erinnern sich. Beiträge anlässlich seines Todestages vom 13. April 2016 und vom 13. April 2017 im Günter Grass-Haus. Kulturstiftung Hansestadt Lübeck. Lübeck 2017. ISBN 978-3-942310-22-2
- Salman Rushdie – Erinnerungen an Günter Grass/Salman Rushdie – remembering Günter Grass. Günter Grass-Haus. Lübeck 2018 ISBN 978-3-942310-27-7